# Natation synchronisée en France
La natation synchronisée en France.

## Organisation de la natation synchronisée en France
La natation synchronisée fait partie de la fédération française de natation aux côtés  de la natation sportive, de la nage en eau libre, du plongeon et du water-polo. La fédération regroupe 20 000 licenciés.
Depuis 2008, la formation est scindée en socles (acquisition, développement, formation). À l'issue de la validation de ces socles, les nageurs sont regroupés par tranche d'âge (espoir, junior, senior) pour participer aux compétitions régionales, interrégionales, nationale et élite.
La fédération dispose de structures de formation pour les « sportifs à fort potentiel », :
- un pôle France à l'INSEP destiné à préparer les sportifs de haut niveau aux championnats d'Europe, championnats du Monde, et aux Jeux olympiques ;
- un pôle France « Jeune »  au CREPS de PACA à Aix en Provence destiné à la préparation aux championnats d'Europe Juniors et championnats du monde Juniors ;
- six pôles « Espoirs » : CREPS de PACA, CREPS Strasbourg, Angers Nat Synchro, Hyères Nat Synchro, Aqua Synchro Lyon, Sète.

## Compétitions

### Jeux olympiques
Discipline olympique depuis 1984, la natation synchronisée a rapporté une seule médaille (médaille de bronze du duo Virginie Dedieu-Myriam Lignot en 2000). Voici le classement des membres de l'équipe de France :
| Année | Solo             | Solo             | Duo              | Duo                                    | Équipe           | Équipe                                                  |
| ----- | ---------------- | ---------------- | ---------------- | -------------------------------------- | ---------------- | ------------------------------------------------------- |
| 1984  | 7e               | Muriel Hermine   | 7e               | Pascale Besson Muriel Hermine          | pas au programme | pas au programme                                        |
| 1988  | 7e               | Muriel Hermine   | 4e               | Anne Capron Karine Schuler             | pas au programme | pas au programme                                        |
| 1992  | 5e               | Anne Capron      | 5e               | Marianne Aeschbacher Anne Capron       | pas au programme | pas au programme                                        |
| 1996  | pas au programme | pas au programme | pas au programme | pas au programme                       | 5e               | Marianne Aeschbacher, Virginie Dedieu, Myriam Lignot... |
| 2000  | pas au programme | pas au programme | 3e               | Virginie Dedieu Myriam Lignot          | 4e               | Virginie Dedieu, Myriam Lignot...                       |
| 2004  | pas au programme | pas au programme | 5e               | Virginie Dedieu Laure Thibaud          |                  |                                                         |
| 2008  | pas au programme | pas au programme | 11e              | Apolline Dreyfuss Lila Meesseman-Bakir |                  |                                                         |
| 2012  | pas au programme | pas au programme | 10e              | Sara Labrousse Chloé Willhelm          |                  | Sara Labrousse, Chloé Willhelm...                       |

### Championnats du monde
Voici le classement des membres de l'équipe de France :
| Année | Solo | Solo                 | Duo | Duo                                     | Équipe | Équipe | Combiné | Combiné |
| ----- | ---- | -------------------- | --- | --------------------------------------- | ------ | ------ | ------- | ------- |
| 1973  | 5e   | Françoise Schuler    | 7e  | Elysabeth Gazelles Françoise Schuler    | >6e    | France | -       | -       |
| 1975  |      |                      | 7e  | Roselyne Jagueneau Marie-Christine Pons | >8e    | France | -       | -       |
| 1978  |      |                      |     |                                         |        |        | -       | -       |
| 1982  | 8e   | Muriel Hermine       | 8e  | Pascale Besson Muriel Hermine           | >8e    | France | -       | -       |
| 1986  | 3e   | Muriel Hermine       | 8e  | Anne Capron Karine Schuler              | 4e     | France | -       | -       |
| 1991  | 5e   | Karine Schuler       | 5e  | Anne Capron Karine Schuler              | 5e     | France | -       | -       |
| 1994  | 6e   | Marianne Aeschbacher | 4e  | Marianne Aeschbacher Myriam Lignot      | 5e     | France | -       | -       |
| 1998  | 2e   | Virginie Dedieu      | 3e  | Virginie Dedieu Myriam Lignot           | 5e     | France | -       | -       |
| 2001  | 2e   | Virginie Dedieu      | 6e  | Virginie Dedieu Myriam Glez             | 8e     | France | -       | -       |
| 2003  | 1re  | Virginie Dedieu      |     | Virginie Dedieu Laure Thibaud           | 9e     | France | 8e      | France  |
| 2005  | 1re  | Virginie Dedieu      |     | Salomé Lafay Lila Meesseman-Bakir       |        |        | -       | -       |

| Année | Solo technique | Solo technique    | Solo libre | Solo libre         | Duo technique | Duo technique                          | Duo libre | Duo libre                              | Équipe technique | Équipe technique | Équipe libre | Équipe libre | Combiné technique | Combiné technique |
| ----- | -------------- | ----------------- | ---------- | ------------------ | ------------- | -------------------------------------- | --------- | -------------------------------------- | ---------------- | ---------------- | ------------ | ------------ | ----------------- | ----------------- |
| 2007  |                | Apolline Dreyfuss | 1er        | Virginie Dedieu    |               |                                        |           | Apolline Dreyfuss Lila Meesseman-Bakir |                  |                  |              |              | 6e                | France            |
| 2009  | -              | -                 |            | Chloé Willhelm     |               | Apolline Dreyfuss Lila Meesseman-Bakir | 8e        | Apolline Dreyfuss Lila Meesseman-Bakir | 9e               | France           | 7e           | France       | -                 | -                 |
| 2011  | -              | -                 | -          | -                  | 9e            | Sara Labrousse                         | 8e        | Sara Labrousse Maïté Mejean            | 8e               | France           | 8e           | France       | -                 | -                 |
| 2013  | -              | -                 | 11e        | Estel-Anaïs Hubaud | -             | -                                      | 10e       | Laura Augé Margaux Chrétien            | 7e               | France           | 7e           | France       | 8e                | France            |

### Coupe du monde
Voici le classement des membres de l'équipe de France :
| Année | Solo | Solo                 | Duo | Duo                                 | Équipe | Équipe | Combiné | Combiné |
| ----- | ---- | -------------------- | --- | ----------------------------------- | ------ | ------ | ------- | ------- |
| 1979  |      |                      |     |                                     |        |        | -       | -       |
| 1985  |      |                      |     |                                     |        |        | -       | -       |
| 1987  |      |                      |     |                                     |        |        | -       | -       |
| 1989  | 4e   | Karine Schuler       | 4e  | Marianne Aeschbacher Karine Schuler |        |        | -       | -       |
| 1991  | 5e   | Anne Capron          | 5e  | Clarisse Chesneau Céline Lévêque    | 7e     | France | -       | -       |
| 1993  | 5e   | Marianne Aeschbacher | 5e  | Céline Lévêque Charlotte Massardier | 5e     | France | -       | -       |
| 1995  |      |                      | 5e  | Marianne Aeschbacher Myriam Lignot  | 5e     | France | -       | -       |
| 1997  | 3e   | Virginie Dedieu      | 5e  | Virginie Dedieu Myriam Lignot       | 5e     | France | -       | -       |
| 1999  | 2e   | Virginie Dedieu      | 4e  | Virginie Dedieu Myriam Lignot       | 5e     | France | -       | -       |
| 2002  | 1re  | Virginie Dedieu      | 5e  | Virginie Dedieu Myriam Glez         | 10e    | France | -       | -       |
| 2006  |      |                      |     |                                     |        |        |         |         |
| 2010  |      |                      |     |                                     |        |        |         |         |

### Championnats d'Europe
Voici le classement des membres de l'équipe de France, :
| Année | Solo | Solo                 | Duo | Duo                                    | Équipe | Équipe | Combiné | Combiné |
| ----- | ---- | -------------------- | --- | -------------------------------------- | ------ | ------ | ------- | ------- |
| 1983  | 2e   | Muriel Hermine       |     |                                        |        |        | -       | -       |
| 1985  | 2e   | Muriel Hermine       | 2e  | Pascale Besson Muriel Hermine          | 1er    | France | -       | -       |
| 1987  | 1er  | Muriel Hermine       | 1er | Muriel Hermine Karine Schuler          | 1er    | France | -       | -       |
| 1989  | 2e   | Karine Schuler       | 1er | Muriel Hermine Anne Capron             | 1er    | France | -       | -       |
| 1991  | 3e   | Anne Capron          | 2e  | Anne Capron Céline Lévêque             | 2e     | France | -       | -       |
| 1993  | 2e   | Marianne Aeschbacher | 2e  | Marianne Aeschbacher Céline Lévêque    | 2e     |        | -       | -       |
| 1995  | 2e   | Marianne Aeschbacher | 2e  | Marianne Aeschbacher Myriam Lignot     | 2e     | France | -       | -       |
| 1997  | 2e   | Virginie Dedieu      | 2e  | Virginie Dedieu Myriam Lignot          | 2e     | France | -       | -       |
| 1999  | 2e   | Virginie Dedieu      | 2e  | Virginie Dedieu Myriam Lignot          | 2e     | France | -       | -       |
| 2000  | 2e   | Virginie Dedieu      | 2e  | Virginie Dedieu Myriam Lignot          | 2e     | France | -       | -       |
| 2002  | 1re  | Virginie Dedieu      | 3e  | Virginie Dedieu Myriam Glez            |        |        | -       | -       |
| 2004  | 1re  | Virginie Dedieu      | 3e  | Virginie Dedieu Laure Thibaud          |        |        |         |         |
| 2006  | 8e   | Apolline Dreyfuss    | 8e  | Salomé Lafay Lila Meesseman-Bakir      | 6e     | France | 5e      | France  |
| 2008  | 8e   | Chloé Wilhem         | 8e  | Apolline Dreyfuss Lila Meesseman-Bakir | 5e     | France |         |         |
| 2010  | -    | -                    | 5e  | Apolline Dreyfuss Chloé Willhelm       |        |        |         |         |
| 2012  | -    | -                    | 6e  | Sara Labrousse Chloé Willhelm          | 4e     | France |         |         |

## Clubs
Il existe environ 250 clubs de natation synchronisée en France. Depuis 2004, Pays d'Aix Natation arrive en tête du classement national des clubs. Les clubs les plus importants sont :
- Pays d'Aix Natation
- Angers Nat Synchro
- Aqua Synchro Lyon
- Ballet Nautique Strasbourg
- Stade français
- Saint Cyprien CN
- Hyères Nat Synchro
- Dockers club sétois
- USC Colomiers